# Curt Johannes Braun
Curt J. Braun, gebürtig Kurt Johannes Braun (* 11. September 1903 in Guttstadt; † 5. Juni 1961 in München), war ein deutscher Schriftsteller und Drehbuchautor.

## Werk
Braun veröffentlichte bereits als 18-Jähriger seine ersten Kriminalromane. Er entwickelte sich zum Viel- und Schnellschreiber von Romanen und Theaterstücken, von denen viele auch verfilmt wurden. Insbesondere verfasste er eine große Zahl von Drehbüchern für Unterhaltungsfilme aller Art, meist Filmkomödien, aber auch Kriminalfilme und Filmdramen. Als Co-Autor war er auch an den beiden eindeutig dem nationalsozialistischen Gedankengut verpflichteten Produktionen Der Herrscher (1936) und Die Entlassung (1942) beteiligt.
Sein Theaterstück Mit meinen Augen, ein 1943 entstandenes Stück um Liebesprobleme, war am Staatstheater Berlin im Herbst 1944 unter der Regie von Helmut Käutner die letzte Aufführung vor der allgemeinen Theaterschließung. In späteren Jahren schrieb Braun auch Hörspiele und Fernsehspiele.

## Textbeispiel 1931
„Ein Autobesitzer hat nicht eine Geliebte, wie jeder andere Mann, sondern zwei: die Frau seines Herzens und – sein Auto. Der Tag, an dem man zum ersten Male seinen Wagen besteigt, ist schön wie eine Hochzeit. Bei einem Autokauf gibt es fast nur Liebesheiraten. Streicht man zum erstenmal über das juchtenparfümierte Lederpolster, so fühlt man das zarte Kleid einer Frau in seinen Händen. Öffnet man zum ersten Male die Haube, so erblickt man klar und glänzend die Seele eines Lebewesens. [...] Ein neuer Wagen ist wie [...] eine Jungfrau, in klösterlicher Abgeschiedenheit aufgezogen, die erst unter deinen Händen Mensch werden soll. [...] Sei nicht allzu stürmisch in der Hochzeitsnacht. [...] Sei zart zu deinem Wagen. Spiele mit der Kuppelung, als ob du die Hände einer Frau streicheltest; – wenn du Gas gibst, spüre, wie die Nerven des schönen Menschtiers unter dir zu vibrieren beginnen, und überreize sie nicht. [...] Dennoch. Jede Ehe braucht Stürme, vergiß es nicht! Auch deine Geliebte ist eifersüchtig! Auch dein Wagen will gelegentlich seine Kraft zeigen, um dir neue Reize zu bieten.“

## Werke
| - 1921: Das einsame Wrack (Kriminalroman) - 1921: Die grüne Spinne (Kriminalroman) - 1921: Das Geheimnis der Villa (Kriminalroman) - 1921: Der grüne Kuß (Kriminalroman) - 1921: Die Opfer des goldenen Skarabäus (Kriminalroman) - 1922: Das Haus im Schatten (Detektivroman) - 1922: Der Flug in den Tod (Kriminalroman) - 1922: Der Kreis der Drei (Detektivroman) - 1923: Der Mann mit den drei Gesichtern (Detektivroman) - 1923: Nächte des Grauens (Kriminalroman) - 1923: Das Land der Finsternis (Abenteuerroman) - 1923: Kampf in Dunkeln. Eine Schmugglergeschichte aus Ostpreussen - 1923: Das Nebelschiff (Detektivroman) - 1923: Die rote Schildkröte (Kriminalroman) - 1923: Die Todgeweihten. Eine abenteuerliche Rettungsfahrt - 1925: Der Sultan (Kriminalroman) | - 1925: Die Nacht des Entsetzens (Kriminalroman) - 1926: Die Frau auf dem Dach (Detektivroman) - 1926: Kampf der Millionen (Detektivroman) - 1927: Grand Hotel Atlantic (Roman) - 1928: Eine Frau, eine Million, ein Steckbrief (Abenteuerroman) - 1929: Hurra! Weltrekord! - 1931: Die Saat geht auf (Roman) - 1932: Der Flüchtling aus Chicago (Kriminalroman) - 1938: Der Stern von Samara (Detektivroman) - 1939: Der Mann im Schrank (Kriminalroman) - 1941: Die große Kurve (Lustspiel) - 1942: Die Sonntagsfrau (Lustspiel) - 1943: Mit meinen Augen (Schauspiel) - 1951: Sensation in San Remo (Roman) - 1957: Sein größter Fall (Roman) |

## Filmografie als Drehbuchautor
- 1922: Marccos schwerer Sieg
- 1924: Thamar, das Kind der Berge
- 1925: Der Turm des Schweigens
- 1925: Die Frau ohne Geld
- 1925: Der Kampf gegen Berlin
- 1926: Menschenleben in Gefahr
- 1926: Die Fahrt ins Abenteuer
- 1926: Jagd auf Menschen
- 1926: Derby
- 1926: Das Panzergewölbe
- 1926: Die Piraten der Ostseebäder
- 1927: Einer gegen alle
- 1927: Manege
- 1927: Die Gefangene von Shanghai
- 1927: Alpentragödie
- 1927: Ihr letztes Liebesabenteuer
- 1927: Die Spielerin
- 1927: Ramper, der Tiermensch
- 1927: Frau Sorge
- 1928: Das letzte Fort
- 1928: Fräulein Chauffeur
- 1928: Der Ladenprinz
- 1928: Der Herzensphotograph
- 1928: Das letzte Souper
- 1928: Die Heilige und ihr Narr
- 1928: Das Haus ohne Männer
- 1928: Ariadne in Hoppegarten
- 1928: Der geheime Kurier
- 1928: Ein Mädel und drei Clowns
- 1928: Anastasia, die falsche Zarentochter
- 1928: Quartier Latin
- 1929: Mein Herz ist eine Jazzband
- 1929: Die stärkere Macht / Die Nacht des Schreckens
- 1929: Das grüne Monokel
- 1929: Der Ruf des Nordens
- 1930: Das Land des Lächelns
- 1930: Der Greifer
- 1930: Der König von Paris
- 1930: Der Walzerkönig
- 1930: Ich glaub’ nie mehr an eine Frau
- 1930: Stud. chem. Helene Willfüer
- 1931: Nie wieder Liebe
- 1931: Gesangverein Sorgenfrei
- 1931: Die große Attraktion
- 1931: Keine Feier ohne Meyer
- 1931: Ehe mit beschränkter Haftung
- 1931: Schachmatt
- 1932: Der tolle Bomberg
- 1932: Die Vier vom Bob 13
- 1932: Der schwarze Husar
- 1932: Grün ist die Heide
- 1933: Gipfelstürmer
- 1933: Inge und die Millionen
- 1933: Die kleine Schwindlerin
- 1934: Klein Dorrit
- 1934: Zwischen zwei Herzen (Regie)
- 1934: Der Doppelgänger
- 1934: Konjunkturritter
- 1935: Punks kommt aus Amerika (mit Walter Jerven)
- 1935: Schwarze Rosen
- 1935: Großreinemachen
- 1936: Das Schloß in Flandern
- 1936: Der Herrscher
- 1936: Stärker als Paragraphen
- 1937: Serenade
- 1938: Du und ich
- 1939: Die barmherzige Lüge
- 1939: Drei wunderschöne Tage
- 1940: Was wird hier gespielt?
- 1940: Meine Tochter lebt in Wien
- 1940: Herz – modern möbliert
- 1941: Auf Wiedersehn, Franziska
- 1941: Kleine Mädchen – große Sorgen
- 1942: Die Entlassung
- 1942: Die Sache mit Styx
- 1942: Meine Freundin Josefine
- 1942: Geheimakte W.B. 1
- 1943: Man rede mir nicht von Liebe
- 1943: Kollege kommt gleich!
- 1943: Ein glücklicher Mensch
- 1944: Der Engel mit dem Saitenspiel
- 1944/48: Im Tempel der Venus
- 1944/52: Das Mädchen Juanita
- 1945: Wo ist Herr Belling?
- 1945: Das seltsame Fräulein Sylvia
- 1948: Verlorenes Rennen
- 1948: Arlberg-Express
- 1949: Zweimal verliebt (Liebe Freundin)
- 1950: Der Fall Rabanser
- 1951: Torreani
- 1951: Eva im Frack
- 1951: Das seltsame Leben des Herrn Bruggs
- 1952: Musik bei Nacht
- 1952: Der fröhliche Weinberg
- 1953: Der letzte Walzer
- 1953: Der Vogelhändler
- 1953: Der unsterbliche Lump
- 1954: Auf der Reeperbahn nachts um halb eins
- 1954: Der Engel mit dem Flammenschwert
- 1954: Die Sonne von St. Moritz
- 1955: Die Stadt ist voller Geheimnisse
- 1956: Stresemann
- 1956: Geliebte Corinna
- 1957: Viktor und Viktoria
- 1957: Frühling in Berlin
- 1957: Auf Wiedersehen, Franziska!
- 1957: Nachts im Grünen Kakadu
- 1958: Der Greifer
- 1958: Peter Voss, der Millionendieb
- 1958: Hoppla, jetzt kommt Eddie
- 1959: Bobby Dodd greift ein
- 1959: Der Mann, der sich verkaufte
- 1959: Paradies der Matrosen
- 1959: Peter Voss, der Held des Tages